# Svárov (ort i Tjeckien, Zlín)
Svárov är en ort i Tjeckien.   Den ligger i distriktet Okres Uherské Hradiště och regionen Zlín, i den östra delen av landet, 260 km öster om huvudstaden Prag. Svárov ligger 288 meter över havet och antalet invånare är 260.
Terrängen runt Svárov är platt åt sydväst, men åt nordost är den kuperad. Runt Svárov är det ganska tätbefolkat, med 166 invånare per kvadratkilometer. Närmaste större samhälle är Zlín, 12,7 km norr om Svárov. Trakten runt Svárov består till största delen av jordbruksmark.